# Johan Andersson i Raklösen
Johannes (Johan) Andersson, även känd som Andersson i Raklösen i riksdagen, född 29 juni 1866 i Halls i Tierp, död 19 januari 1924 på Akademiska sjukhuset i Uppsala, var en svensk riksdagsman, partiledare och lantbrukare.

## Biografi
Johan Andersson föddes och växte upp i Tierp, där han också blev hemmansägare till en gård i byn Raklösen. Här var nykterhetsrörelsen stark och den lät bygga socknens samlingslokal 1895 på mark som Andersson skänkt. 
Andersson blev en ledargestalt inom nykterhetsrörelsen i Uppland och tog plats i andra kammaren i riksdagen för Liberala samlingspartiet 1912, invald i Uppsala läns valkrets. Han förlorade sitt mandat i andrakammarvalet i september 1914. 
Den liberale statsministern Karl Staaff drev på för militär nedrustning, något bönderna inte gillade. När första världskriget stod för dörren organiserades bondetåget, en massiv demonstration i Stockholm där man krävde att landet skulle försvaras. 
I likhet med många andra småbönder gick Andersson över till Bondeförbundet efter bondetåget, vilket innebar att partiet i valet 1917 kunde ta plats i riksdagen. 
Andersson blev snabbt uppskattad och valdes 1919 till partiledare. Han kom att spela en historisk roll för bonderörelsen då han hade förmågan att förena de splittrade falangerna – 1921 förenades Jordbrukarnas Riksförbund, som också hade fått representation i riksdagen i samma val, med Bondeförbundet (de båda partierna hade redan samverkat i riksdagen sedan 1917). Han kan alltså ses som den förste riktige partiledaren i det parti som 1957 skulle byta namn till Centerpartiet. 

### Fotnoter
1. ↑  Andersson var vid sin död kyrkobokförd i Tierps församling.
2. ↑  Tierps kyrkoarkiv, Födelse- och dopböcker, SE/ULA/11542/C/7 (1862-1869), bildid: A0016153_00102